# 彼女と私の事情
「彼女と私の事情」（かのじょとわたしのじじょう）は相川七瀬9枚目のシングル。1998年2月4日発売。

## 解説
関西テレビ系列ドラマ『太陽がいっぱい』主題歌。YUKIと吉村由美（PUFFY）がコーラスで参加。売上枚数は前作「Bad Girls」を上回った。作詞は相川と織田哲郎の共作。仲の良い吉村由美（PUFFY）との当時の関係を歌にしている（関西ローカル番組、「ヒルナンデス!」（2015年6月17日放送）にて発言）。本作がビーイングスタジオでの最後の制作。

## 収録曲
作曲・編曲：織田哲郎
1. 彼女と私の事情 (5:01)
  - 作詞：相川七瀬・織田哲郎
2. 〜Forever〜 (3:51)
  - 作詞：相川七瀬
3. 彼女と私の事情 （カラオケ） (5:01)

## 収録アルバム
彼女と私の事情
- crimson
- ID
- NANASE AIKAWA BEST ALBUM "ROCK or DIE"
- SECOND SEASON
- ヤンキートランス-走死走愛-
- A-Rock Nation -NANASE AIKAWA TRIBUTE-（水谷千重子とのデュエット）